# Andreas Klärner
Andreas Klärner (* 1970 in Wiesbaden) ist ein deutscher Soziologe.

## Leben
Von 1993 bis 2000 studierte er Soziologie, Psychologie und Stadtplanung an der TU Darmstadt mit dem Abschluss Diplom. Von 2001 bis 2005 war er wissenschaftlicher Mitarbeiter und Stipendiat (2001–2003) am Hamburger Institut für Sozialforschung im Arbeitsbereich Nation und Gesellschaft unter Ulrich Bielefeld. Er war von 2005 bis 2007 Wissenschaftlicher Mitarbeiter, Gastwissenschaftler und Doktorand am Max-Planck-Institut für demografische Forschung in der unabhängigen Nachwuchsgruppe Kultur der Reproduktion (Laura Bernardi) in Rostock.
Nach der Promotion (Dr. phil.) 2007 in Darmstadt mit der Dissertation zum Thema Rechtsextremismus in Deutschland nach 1990 war er von 2009 bis 2016 Wissenschaftlicher Mitarbeiter in Rostock am Lehrstuhl für Allgemeine Soziologie/Makrosoziologie bei Peter A. Berger. Seit der Habilitation (Dr. rer. pol. habil.) 2016 an der Universität Rostock mit der Habilitationsschrift zum Thema Private Lebensführung in Ost- und Westdeutschland: kulturelle Kontexte, Lebenslauf und soziale Beziehungsnetzwerke, begutachtet von Heike Trappe, Peter A. Berger, Oliver Arránz Becker und dem Habilitationskolloquium zum Thema Gesundheitliche Ungleichheiten im sozialen Kontext ist er wissenschaftlicher Mitarbeiter am Thünen-Institut für Lebensverhältnisse in ländlichen Räumen in Braunschweig.
Seit Februar 2024 ist er Honorarprofessor an der Fakultät für Agrarwissenschaften der Georg-August-Universität Göttingen.